# 6,7-Dimethoxycumarin
6,7-Dimethoxycumarin, mit Trivialnamen Scoparon, ist eine chemische Verbindung aus er Gruppe der Cumarine, die eine antioxidative Wirkung hat.

## Vorkommen
6,7-Dimethoxycumarin kommt in verschiedenen Artemisia-Arten, wie Besen-Beifuß (Artemisia scoparia), Einjährigem Beifuß (Artemisia annua), und Estragon (Artemisia dracunculus), in Zitrusfrüchten, wie Zitronen (Citrus limon), Orangen (Citrus sinensis) und Mandarinen (Citrus reticulata), sowie in Sellerie (Apium graveolens), Fenchel (Foeniculum vulgare), Anis (Pimpinella anisum), Büschel-Rosen (Rosa multiflora), Kudzu (Pueraria montana) und Fieberklee (Menyanthes trifoliata) vor.

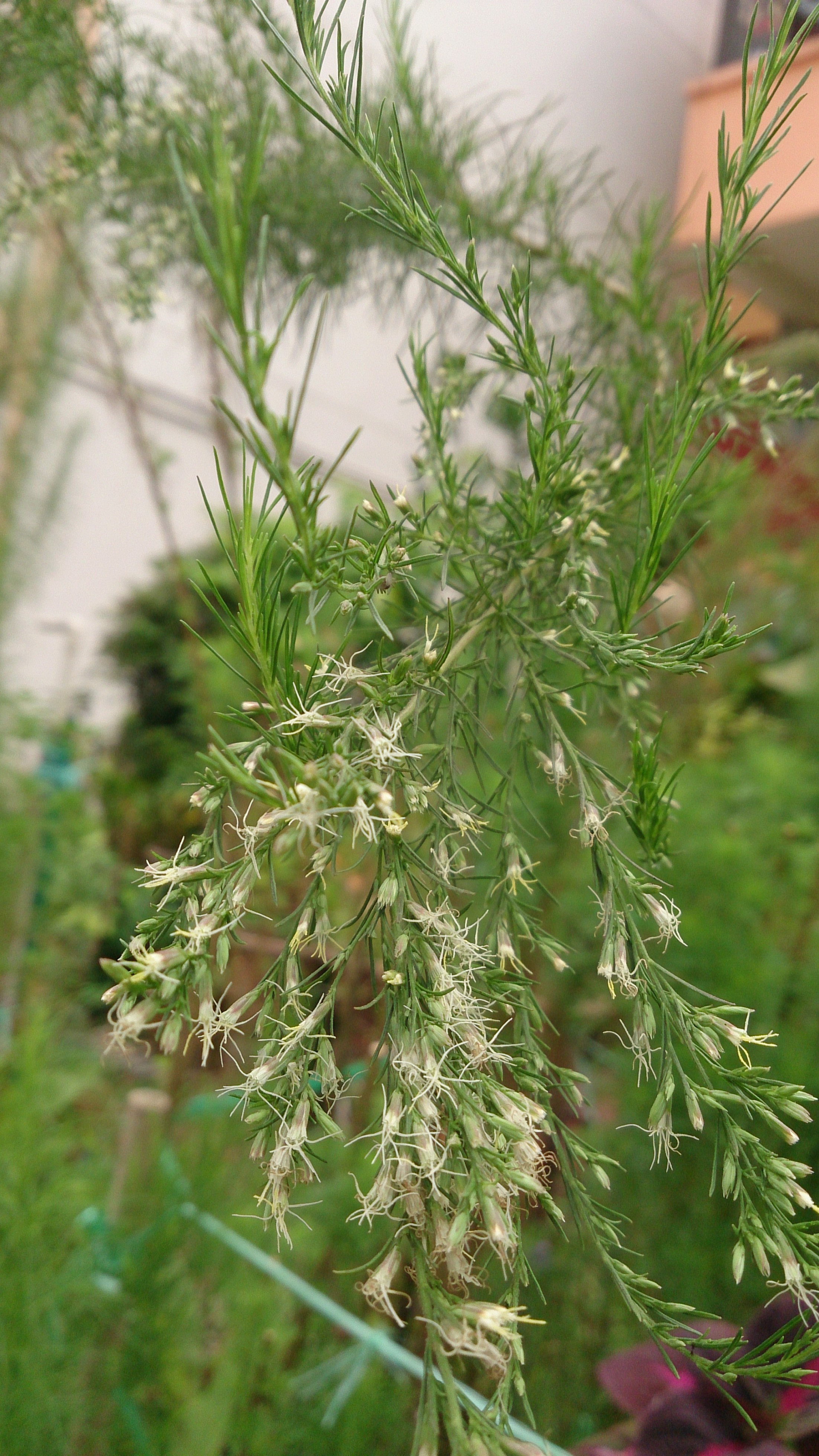
Besen-Beifuß
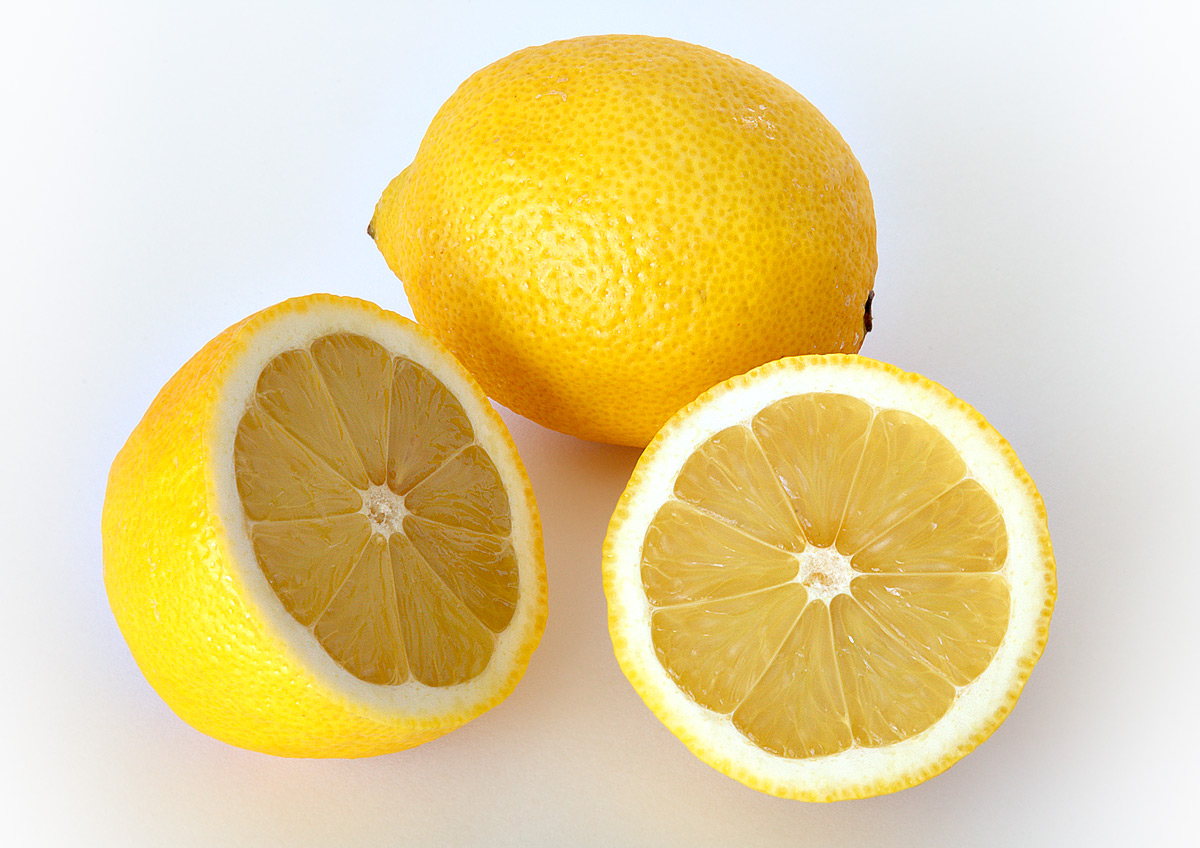
Zitronen
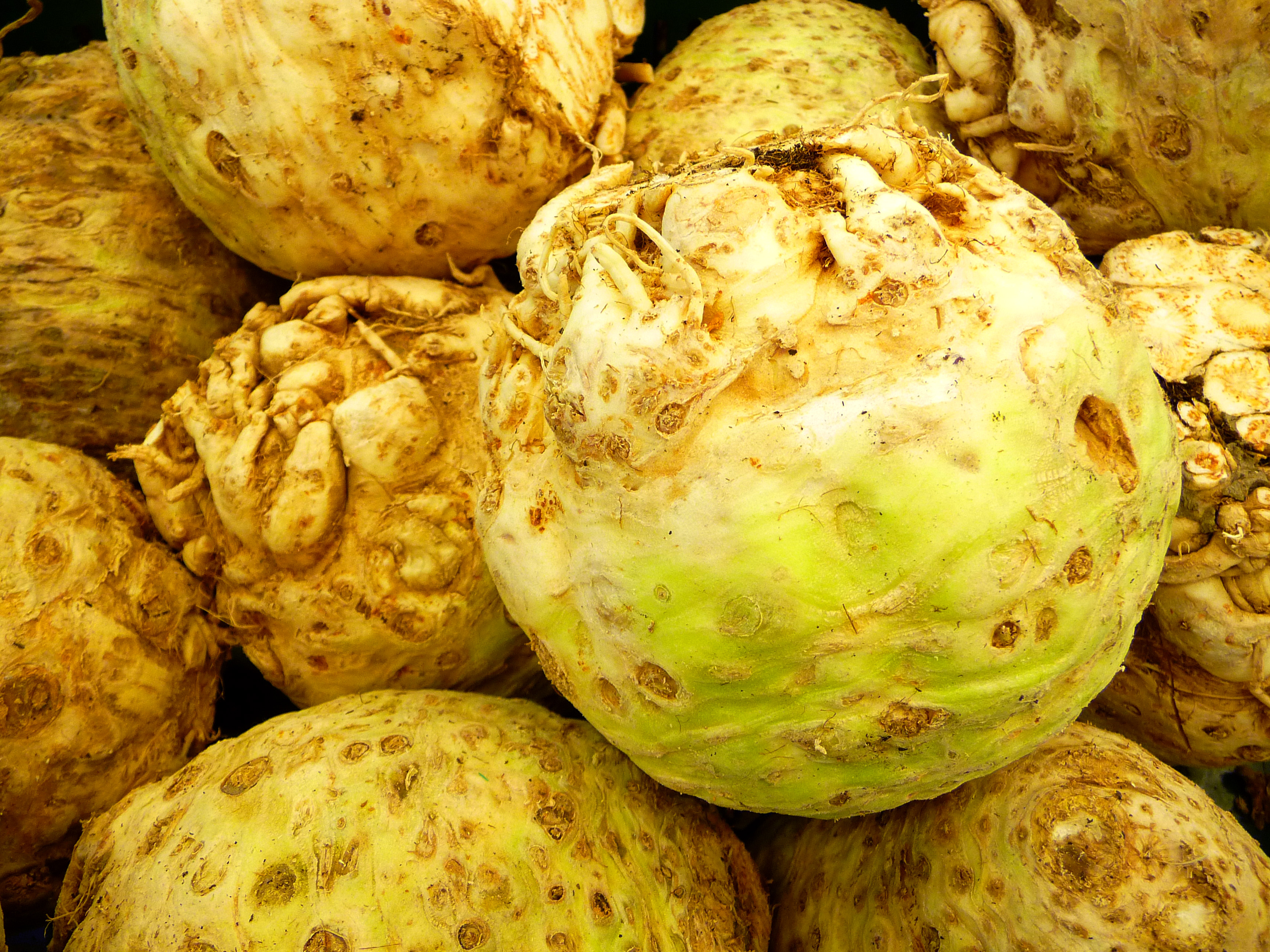
Sellerie
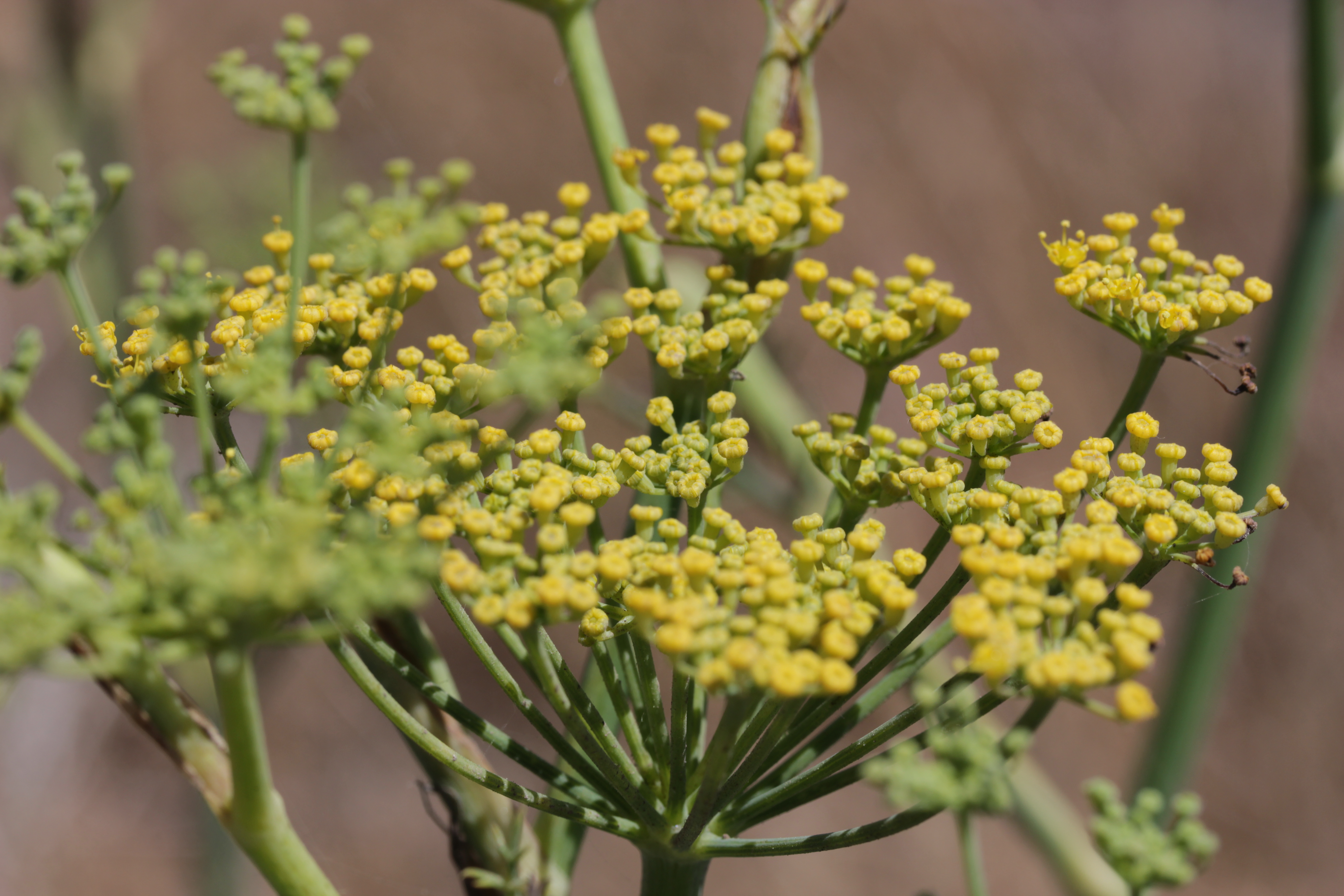
Fenchel

## Wirkung
Es wurde eine Vielzahl von pharmakologischen Effekten von 6,7-Dimethoxycumarin beschrieben, darunter auch die Wirkung als Akarizid. Der Wirkmechanismus beruht dabei auf der Hemmung der Expression von Vitellogenin. Die Milben werden durch Auslösung der Spannungsabhängigen L-Typ-Calciumkanäle (L-VGCC) getötet.
Eine Bestrahlung mit UV-Licht erhöht die Produktion von phytoalexinem 6,7-Dimethoxycumarin in Zitrusfrüchten, was diese vor Fruchtfäulen schützt.

## Metabolismus
6,7-Dimethoxycumarin wird per 6-O-, seltener 7-O-Demethylierung, zu Isoscopoletin bzw. Scopoletin abgebaut. Der weitere Abbau führt zu Esculetin.

## Darstellung
Die Aufreinigung kann über verschiedene Methoden erfolgen.